# Pedilus xanthopus
Pedilus xanthopus es una especie de coleóptero de la familia Pyrochroidae.

## Distribución geográfica
Habita en Rusia.